# Aruba
Aruba est une île néerlandaise de la mer des Caraïbes, située au large des côtes du Venezuela, faisant partie des Petites Antilles. L'île forme un État autonome (pays constitutif) du royaume des Pays-Bas à part entière, le Pays d'Aruba (Land Aruba en néerlandais, Pais Aruba en papiamento), depuis qu'elle s'est séparée des Antilles néerlandaises en 1986. En 2010, Aruba comptait 115 120 habitants, dont 29 998 vivaient à Oranjestad, capitale de l'île.

## Géographie

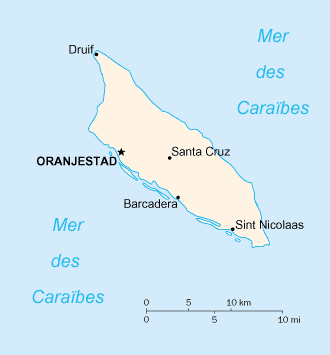
Carte de l'île d'Aruba.

L'île d'Aruba est située en mer des Caraïbes, au nord de l'État vénézuelien de Falcón. Elle fait partie de l'archipel des Antilles. L'île se situe à 27 km au nord de la péninsule de Paraguaná, sur la côte septentrionale du Venezuela.
Aruba possède peu de végétation tropicale, mais ses plages de sable blanc font sa renommée auprès des touristes. Comme la métropole, Aruba est un pays plat dont le point culminant est le mont Jamanota à 188 mètres.
L'île est orientée nord-ouest sud-est sur une distance de 30 km. La superficie d'Aruba est de 193 km2. Son littoral a une longueur de 69 km.
Les villes principales sont Oranjestad (capitale), Sint Nicolaas, Santa Cruz et Noord.

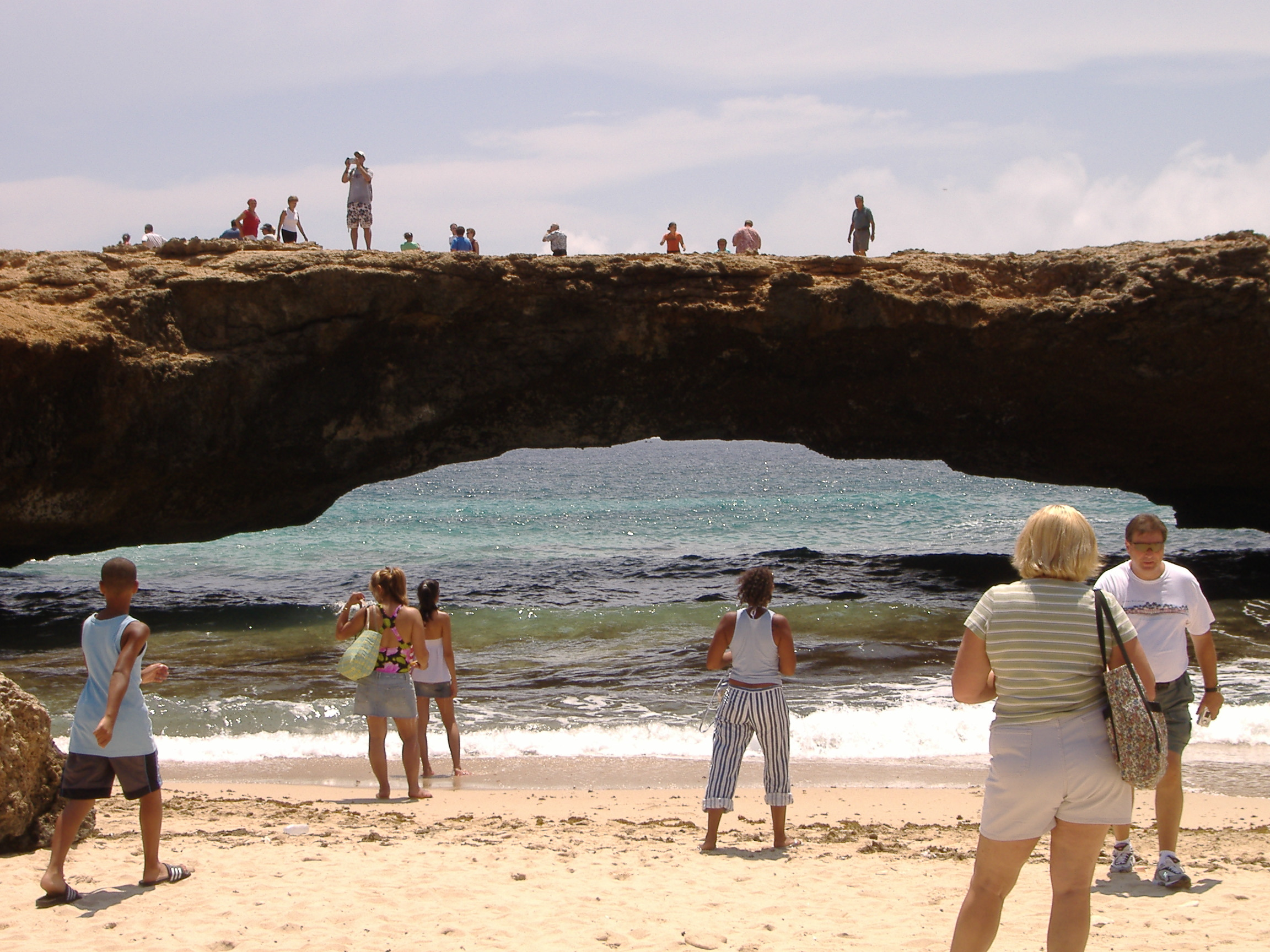
Pont naturel à Aruba (écroulé en 2005).
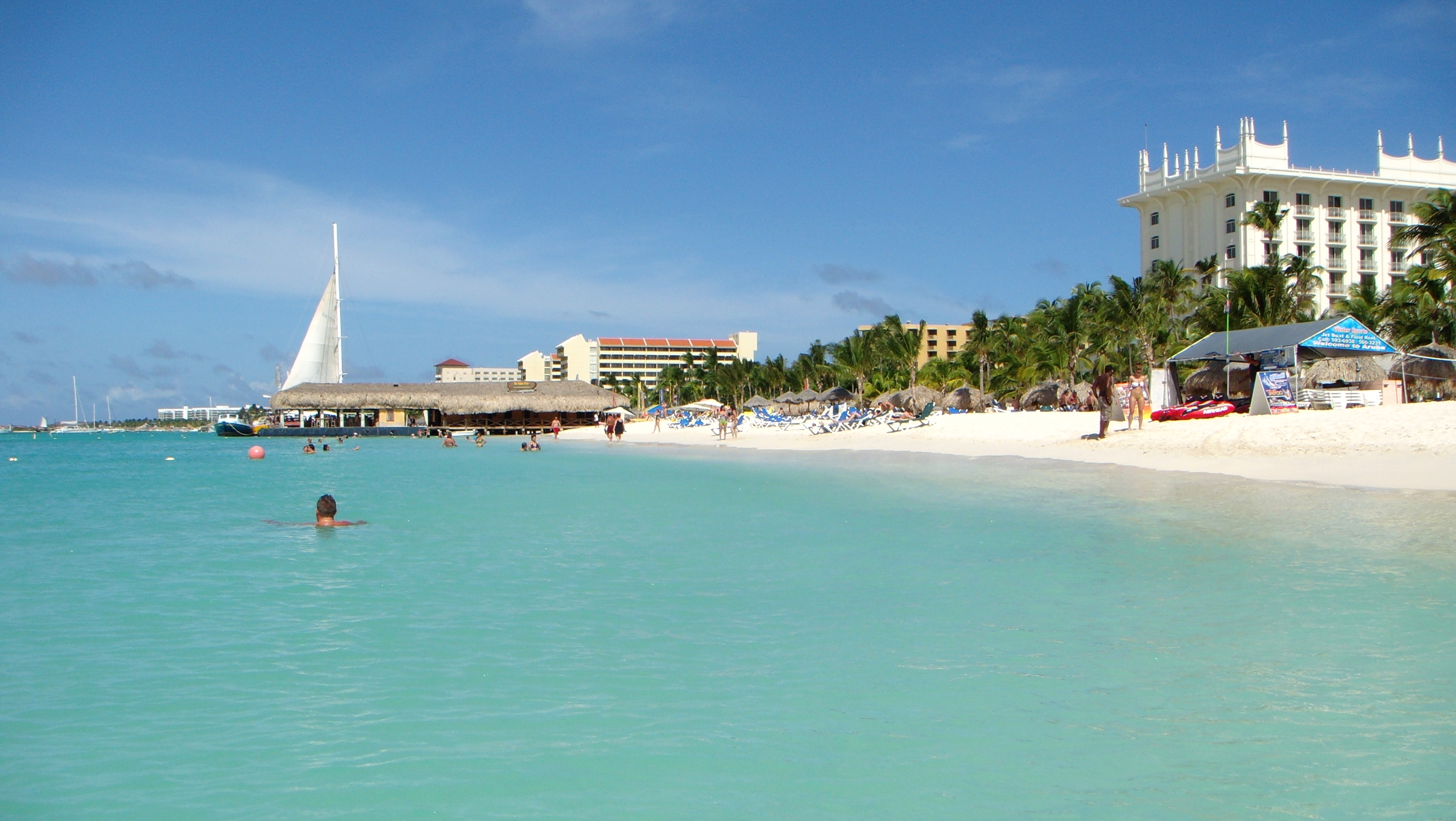
Palm Beach, lieu touristique de l'île.

### Climat
Aruba a un climat tropical chaud et très sec, voire semi-désertique mais cependant rafraîchi par des vents venant de l'océan Atlantique. Les températures sont quasi constantes, autour de 30 °C. Très sèche, elle ne comporte qu'une petite part de la flore tropicale que l'on retrouve ailleurs dans les Caraïbes.
L'île reçoit entre 300 et 400 mm d'eau par an, ce qui est très peu par rapport au reste des Antilles, et la végétation n'y est pas très développée. On compte seulement 29 jours de pluie par an. En hiver, seulement à la mi-novembre, l'île est arrosée, avec neuf jours de pluie environ, alors qu'on ne compte aucun jour de pluie durant tout le printemps. La température moyenne est de 30 °C.
| Mois                              | jan. | fév. | mars | avril | mai | juin | jui. | août | sep. | oct. | nov. | déc. |
| --------------------------------- | ---- | ---- | ---- | ----- | --- | ---- | ---- | ---- | ---- | ---- | ---- | ---- |
| Température minimale moyenne (°C) | 23   | 23   | 23   | 23    | 24  | 24   | 25   | 25   | 26   | 25   | 23   | 24   |
| Température maximale moyenne (°C) | 30   | 30   | 30   | 31    | 32  | 33   | 33   | 34   | 34   | 33   | 31   | 31   |

## Histoire
L'île d'Aruba est d'abord peuplée d'Amérindiens caiquetios (en), une tribu arawak venue de l'actuel Venezuela vers l'an 1000. En 1499, l'explorateur espagnol Alonso de Ojeda accoste sur l'île. Celle-ci devient un refuge de pirates et de boucaniers espagnols, puis un immense ranch où les Espagnols introduisent chevaux, moutons, chèvres, cochons. Contrairement à ce qui a pu se passer ailleurs, les Espagnols n’exterminent pas les Arawaks mais leur permettent d'élever du bétail. Encore aujourd'hui, beaucoup d'Arubais ont des ancêtres amérindiens. Aruba reste sous contrôle espagnol jusqu'en 1636, date à laquelle le royaume des Pays-Bas en fait une colonie.
Après la cession de l'île par les Espagnols, des Juifs marranes fuyant les persécutions dans leurs pays (Espagne et Portugal) viennent s'installer dans l'île. Aruba change à plusieurs reprises de statut : propriété de la Compagnie néerlandaise des Indes occidentales, colonie rattachée à la Guyane hollandaise et même, à deux reprises, les Néerlandais doivent cohabiter avec les Britanniques (1799-1802 et 1805-1816) sans qu'il apparaisse clairement qui détenait le pouvoir effectif à Aruba. Le gouverneur néerlandais entre 1642 et 1646 s'appelait Pieter Stuyvesant : il deviendra ultérieurement le gouverneur de la province néerlandaise de Nouvelle-Néerlande jusqu'à son annexion par les Anglais en 1664 sous le nom de Province de New York.
Pendant les guerres napoléoniennes, l'Empire britannique a pris le contrôle de l'île, entre 1799 et 1802, et entre 1804 et 1816, avant de la rendre aux Hollandais.
Lors de la Seconde Guerre mondiale, les Pays-Bas sont occupés par l'Allemagne nazie à partir du 10 mai 1940. Le lendemain, les Britanniques placent l'île sous leur protection avant de la laisser aux États-Unis du 16 janvier 1942 jusqu'à la libération des Pays-Bas en 1945.
Le 18 mars 1948, la Couronne néerlandaise accepte le principe de l'autodétermination pour Aruba. Les Antilles néerlandaises prennent leur autonomie le 29 décembre 1954 et Aruba fait partie de cet ensemble constitué des îles Sous-le-Vent (Aruba, Bonaire et Curaçao situées près de la côte du Venezuela) et des îles du Vent (Saint-Martin, Saba et Saint-Eustache situées à l'est de Porto Rico). Une constitution est établie en avril 1955. Désormais, le royaume des Pays-Bas est constitué de deux entités de droit égal que sont les Pays-Bas et les Antilles néerlandaises.
Pour commémorer l'accord de 1948, la date du 18 mars est choisie comme fête de l'île (on ne peut dire fête nationale, puisqu'il ne s'agit pas d'une nation). Depuis le 18 mars 1976, c'est le « jour du drapeau », date à laquelle sont adoptés en même temps le drapeau et l'hymne « Aruba Dushi Tera » (qui signifie « Aruba, terre précieuse »).
Au sein des Antilles néerlandaises, l'île d'Aruba ne tarde pas à exprimer sa défiance envers l'île de Curaçao, dominante et lieu de la capitale Willemstad. Elle exprime des velléités de séparation, qui reposent en bonne partie sur une démographie différente. Aruba est majoritairement peuplée d'habitants métis alors que Curaçao a une majorité noire et une minorité blanche. En outre, tout comme Curaçao, Aruba dispose d'importantes ressources grâce à la raffinerie du pétrole vénézuélien. Par ailleurs, une partie de la population est favorable à un rapprochement avec le Venezuela.
Lors d'un référendum organisé en 1977, la population vote largement pour l'indépendance de l'île. Des négociations commencent. Le 12 mars 1983, des représentants de la Couronne néerlandaise, de chacune des îles des Antilles néerlandaises et des Pays-Bas acceptent au traité de La Haye le principe de l'autonomie de l'île d'Aruba, autonomie vis-à-vis des Antilles néerlandaises et non du royaume. L'autonomie est effective le 1er janvier 1986. Le royaume est alors constitué de trois entités. L'accord de 1983 prévoyait l'indépendance dix ans plus tard, en 1996, mais le gouvernement arubais a préféré demander en 1994 la suspension de cette clause. La stabilité politique offerte par le maintien des liens avec les Pays-Bas et, a contrario, les difficultés rencontrées par le Surinam depuis son indépendance en 1975 ont joué dans la décision de repousser sine die la perspective de la pleine souveraineté, en dépit de l'émergence du tourisme comme source de richesse pour l'île.

## Politique

### Constitution
Le souverain des Pays-Bas, Willem-Alexander depuis le 30 avril 2013, est le chef de l'État. Des élections législatives ont lieu tous les quatre ans pour désigner les 21 membres du Parlement monocaméral appelé les États (Staten). Le Parlement nomme les sept membres du Conseil des ministres et le Ministre-président, qui les dirige. Le Conseil des ministres propose au souverain un gouverneur, dont le mandat est de six ans, et qui représente la Couronne sur l'île d'Aruba.

### Gouverneur
Le gouverneur représente le chef de l'État néerlandais à Aruba. Depuis le 1er janvier 2017, cette fonction est occupée par Alfonso Boekhoudt.

### Ministre-président
Le ministre-président est le chef du gouvernement d'Aruba. Depuis le 28 mars 2025, cette fonction est occupée par Mike Eman, membre du Parti populaire arubais.

### Partis politiques
- Le Parti populaire arubais, AVP (Arubaanse Volkspartij / Partido di Pueblo Arubano) est un parti traditionnel chrétien-démocrate.
- Le Mouvement électoral du peuple (Movimiento Electoral di Pueblo en papiamento, le créole local) est un parti social-démocrate.
- DR (Démocratie réelle).
- MAS (Mouvement solidaire arubais).
- Aliansa (Alliance démocratique arubaise).
- PDA (Parti démocratique arubais), chef : Leo Berlinski.
- OLA (Parti libéral arubais), chef : Glenbert Croes.
- PPA (Parti patriotique arubais), chef : Benny Nisbet.
- CLA (Concentration pour la libération d'Aruba).
- PARA (Pour Aruba renouvelée maintenant), chef : Urbana Lopez.
- ADN (Action démocratique nationale), chef : Pedro Charro Kelly.
- POR (Peuple fier et respecté).
- RED (Réseau électoral démocratique).

### Parlement
Les États d'Aruba (Staten van Aruba) est le Parlement de l'île. Il comprend 21 députés élus pour quatre ans. Depuis les élections du 22 septembre 2017, l'AVP et le MEP détiennent chacun neuf sièges, POR 2 et le RED 1.

## Démographie

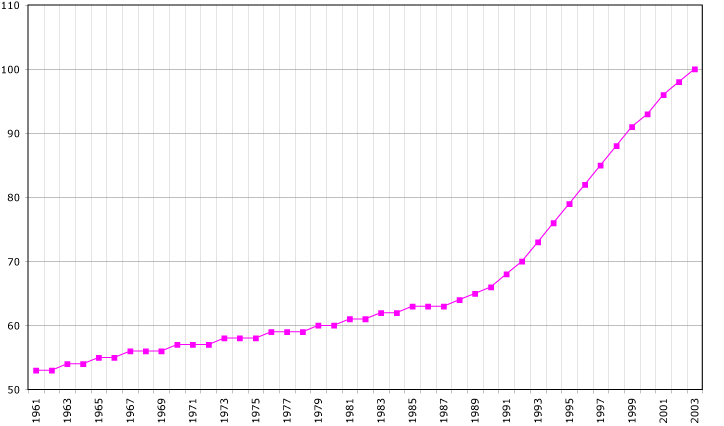
Évolution de la démographie entre 1961 et 2003 (chiffres de la FAO, 2005). Population en milliers d'habitants.

En 2006, la population d'Aruba est de 102 695 habitants. Elle est composée à 20,7 % de personnes de 0 à 14 ans, à 68,3 % de personnes de 15 à 64 ans et de 11 % de personnes de 65 ans ou plus. Sa densité est de 532 hab./km2. En 2003, l'espérance de vie des hommes est 75,48 ans et celle des femmes est 82,34 ans.
En 2003, le taux de croissance de la population est 0,55 %, son taux de natalité est de 12,64 ‰ en 2001, le taux de mortalité est de 6,21 ‰ la même année et le taux de mortalité infantile est 6,14 ‰ en 2003.
Les habitants de l'île ont des origines diverses. La majorité de la population d'Aruba est métisse, avec des origines européennes, amérindiennes et africaines. Plus de 90 nationalités différentes vivent également sur l'île.

### Langues
En 2010, 69,4 % de la population parle le papiamento, un créole à base lexicale portugaise, 13,7 % l'espagnol, 7,1 % l'anglais, 6,1 % le néerlandais, 1,5 % une langue chinoise et 2,1 % une autre langue.

### Religions
Selon le Pew Research Center, en 2010, 91,9 % des habitants d'Aruba sont chrétiens, principalement catholiques (82,8 %) et dans une bien moindre mesure protestants (7,3 %).

## Économie
Avant l'arrivée des Espagnols, Aruba cultivait essentiellement l'aloès, mais on ne sait pas grand-chose de l'économie de cette époque.
En 1825, les Néerlandais découvrent de l'or. C'est le premier âge de prospérité de l'île avec l'ouverture de mines et l'afflux de chercheurs d'or.
En 1924, Aruba profite de sa position au sortir du golfe pétrolier du Venezuela et du lac Maracaibo pour ouvrir une raffinerie de pétrole, c'est le deuxième âge d'abondance pour Aruba. En 1985, la raffinerie Lago qui appartient à une filiale d'ExxonMobil ferme : le gouvernement perd 30 % de ses recettes et entre en récession l'année suivante. En 1990, la raffinerie est rénovée puis achetée et rouverte par un autre consortium pétrolier américain, El Paso, mais en 2003 ce dernier indique son intention de vendre la raffinerie qui transforme 170 000 barils par jour.
Troisième âge d'or : le tourisme. Avec son régime politique stable, son climat quasi idéal et ses plages, Aruba offre aux touristes américains, vénézuéliens et néerlandais une destination qui correspond à la demande d'une île « paradisiaque ». En 2001, le tourisme représente 35 % des emplois et 38 % du PIB de l'île.
Mais le gouvernement cherche d'autres ressources pour une île qui n'exporte que son pétrole raffiné. Il jette son dévolu sur les très rentables « services financiers off-shore ». Beaucoup de voisins antillais d'Aruba (Grenade, les Îles Caïmans, Antigua-et-Barbuda, etc.) ont déjà trouvé leur compte dans cet exercice. Mais la métropole et l'Union européenne exigent une plus grande transparence sur les transactions bancaires (en particulier via le GAFI). À partir du 1er avril 2003, les voyageurs avec plus de 20 000 florins arubais (le taux du florin arubais est fixé par rapport au dollar américain à 1,79 florin par dollar) en espèces doivent déclarer cette somme aux douanes arubaises. Aruba possède sa propre banque centrale, ce qui lui offre une certaine latitude dans ses politiques économiques, mais a dû promettre à l'OCDE d'aligner son système bancaire d'ici 2006. Aruba essaie toujours de développer ce secteur, sachant que le domaine est immense et flou.
Après le 11 septembre 2001, la fréquentation des Américains chute et les finances du pays s'en ressentent. Le pays entre en récession, son PIB se contractant de 1,2 % en 2001 et de 3,8 % en 2002 alors que lors du boom du tourisme (au début des années 1990), la croissance annuelle était de l'ordre de 5 %. Le budget de l'État doit faire face à un gros déficit et à une balance commerciale négative : d'un côté les touristes viennent moins, ce qui crée un manque à gagner important, de l'autre les Arubais ont, au cours de cette période de forte croissance (jusqu'en 2001), obtenu de fortes revalorisations salariales que les employeurs ne peuvent que difficilement assurer. Le chômage reste encore inexistant (0,6 %). Le FMI prévoit pour 2003 une reprise de l'économie arubaise et un taux de croissance de 4 %, mais toujours un problème de dette publique qui fin 2002 était estimée à 37 % du PIB.
Aruba essaie de développer d'autres secteurs de service et de relancer les raffineries, mais alors le tourisme risque de pâtir de la pollution de cette industrie. Une des perspectives mises en avant par le gouvernement sont les télécommunications et le développement de zones franches.
- Destinations des exportations en 2001 : États-Unis 26,9 %, Venezuela 20,9 %, Antilles néerlandaises 19,5 %, Pays-Bas 14,2 %.
- Répartition de la provenance des importations[Quand ?] : États-Unis 61,8 %, Pays-Bas 11,7 %, Venezuela 3,1 %, Japon 2,6 %.

## Patrimoine

### Patrimoine civil

#### Musées et autres institutions
Liste de musées à Aruba, dont :
- musée national archéologique d'Aruba à Oranjestad ;
- musée historique d'Aruba à Oranjestad ;
- musée des Antiquités d'Aruba à Paradera ;
- musée de l'aloès d'Aruba au nord-ouest d'Oranjestad ;
- musée de la Bible A. van den Doel d'Oranjestad ;
- musée du train miniature à Sint Nicolaas ;
- musée du sport d'Aruba à Oranjestad.

#### Phare
- Le phare California.

### Patrimoine religieux
- L'église Saint-François-d'Assise à Oranjestad, construite en 1813.
- L'église Sainte-Anne à Noord, construite entre 1914 et 1919.
- L'église Sainte-Philomène à Paradera, attraction touristique majeure, car le bâtiment domine l'horizon par rapport au reste de l'architecture locale.

## Radio-communications
Les stations radio-amateurs de l'île émettent avec un indicatif utilisant le préfixe P4.

## Codes
Aruba a pour codes :
- P4, selon la liste des préfixes OACI d'immatriculation des aéronefs ;
- TN, selon la liste des préfixes des codes OACI des aéroports ;
- AW, selon la norme ISO 3166-1 (liste des codes pays), code alpha-2 ;
- ABW, selon la norme ISO 3166-1 (liste des codes pays), code alpha-3 ;
- ARU, selon la liste des codes pays du CIO.

#### Aruba
- Économie d'Aruba (en) (tourisme)
- Politique à Aruba (en), Ministre-président d'Aruba
- Université d'Aruba (1988)
- A.J. van Koolwijk (en) (1836-1913)
- Cas di torto (en) (maison de boue)
- Liste de monuments à Aruba (en)
- Histoire d'Aruba (es)
  - Nom d'Aruba (en)
  - Attaque d'Aruba (1942)
  - Colonisation espagnole des Antilles néerlandaises (es)
  - États d'Aruba (depuis 1985)
- Cinéma caribéen, Liste de films arubais